# 우시칸 군도

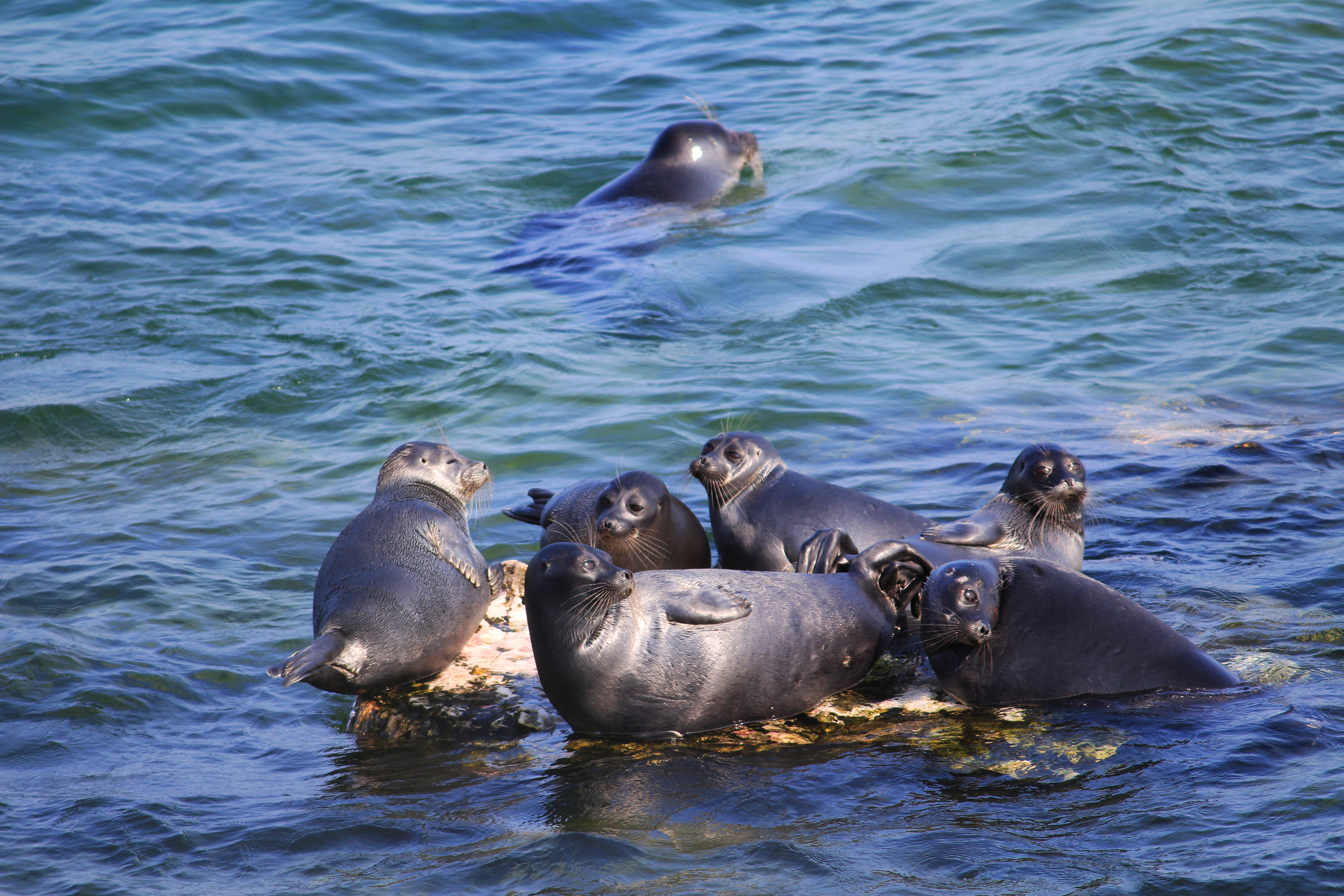

우시칸 군도(러시아어: Ушканьи острова)는 러시아 바이칼호의 호중도군이다. 군도는 다음 네 개의 섬으로 구성된다.
- 한 개의 큰 섬: 볼쇼이 우시카니 섬(러시아어: Большой Ушканий)

- 세 개의 작은 섬: 톤키 우시카니 섬(러시아어: Тонкий Ушканий), 돌기 우시카니 섬(러시아어: Долгий Ушканий), 크루글리 우시카니 섬(러시아어: 	Круглый Ушканий)

지질은 선캄브리아대의 결정질 석회암이고, 낙엽송 숲으로 덮여 있다. 바이칼물범이 산다.
자바이칼 국립공원에 속해 있으며, 관광 명소이지만 군도를 방문하기 위해서는 특별 허가가 필요하다.
볼쇼이 우시카니 섬에는 마을이 있었으나 2023년에 폐지되었다.